# Color Dreams
 (janvier 2021).
Si vous disposez d'ouvrages ou d'articles de référence ou si vous connaissez des sites web de qualité traitant du thème abordé ici, merci de compléter l'article en donnant les références utiles à sa vérifiabilité et en les liant à la section « Notes et références ».
Color Dreams est une société américaine de création de jeux vidéo.
La plupart de ses jeux sont sortis sur Nintendo Entertainment System, seulement aux États-Unis. Pendant que la plupart des entreprises qui produisaient des jeux vidéo pour NES obtenaient des licences officielles de Nintendo, Color Dreams a décidé de produire ses jeux vidéo sans licence. La rétro-ingénierie lui a permis d'éviter les protections du processeur « lock out » de la NES qui essayaient d'empêcher que les jeux vidéo sans licence ne marchent. Après avoir contourné cette protection, Color Dreams a produit un jeu, Baby Boomer, sorti en 1989. Dans l'année suivante, il a produit Captain Comic, Crystal Mines, et Robo Demons.  
En dépit des efforts de Color Dreams de contourner le processeur « lock out » de la NES, ceux qui achetaient leurs jeux vidéo avaient souvent du mal à les faire fonctionner ; ils devaient parfois redémarrer leurs NES plusieurs fois avant que le jeu ne fonctionne. 
Un projet de Color Dreams qui n'a jamais vu le jour était un jeu basé sur le film Hellraiser. Il était prévu que la cartouche contiendrait plus de mémoire vive pour lui permettre d'avoir un meilleur niveau de graphisme que ce que proposaient les autres jeux NES. Après les délais et problèmes de développement, ce projet a été abandonné après l'annonce de Nintendo de la sortie de la Super Nintendo.  
Les jeux vidéo de Color Dreams, ainsi que de leurs filiales, sont considérés a posteriori comme de qualité médiocre, tant au niveau des graphismes que de la jouabilité. Plusieurs d'entre eux ont d'ailleurs fait l'objet de tests par l'Angry Video Game Nerd ainsi que le Joueur du Grenier.

## Histoire
À cause de sa réputation de producteur de mauvais jeux vidéo, Color Dreams crée la filiale Bunch Games en 1990, destinée à accaparer cette réputation.[C'est-à-dire ?]

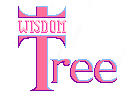

En 1991, Color Dreams a créé Wisdom Tree pour produire des jeux vidéo chrétiens, qui ont assuré son succès -- parmi ceux-ci : Spiritual Warfare et Bible Adventures. Alors que Wisdom Tree existe encore et continue à vendre les jeux vidéo religieux, la société Color Dreams a quitté le secteur des jeux vidéo au milleu des années 1990 pour se concentrer désormais sur les appareils photo numériques et les équipements de survillance connexes sous le nom de StarDot Technologies.

## Jeux vidéo de Color Dreams
- Baby Boomer
- Captain Comic
- Challenge of the Dragon (en)
- Crystal Mines (1989)
- King Neptune's Adventure
- Master Chu and the Drunkard Hu (en) (1989)
- Menace Beach
- Metal Fighter (1989)
- Operation Secret Storm
- Pradikus Conflict
- Pesterminator[2]
- Raid 2020 (en)(1989)
- Robo Demons
- Secret Scout
- Silent Assault (1990)
- Castle of Deceipt (Bunch)
- Galactic Crusader (Bunch)
- Mission Cobra (Bunch)
- Moon Ranger (Bunch)
- Tagin' Dragon (Bunch)
- Bible Adventures (Wisdom Tree)
- Bible Buffet (Wisdom Tree)
- Exodus (Wisdom Tree)
- Joshua (Wisdom Tree)
- King of Kings (Wisdom Tree)
- Spiritual Warfare (Wisdom Tree)
- Sunday Funday (Wisdom Tree)